# Agrilus viridiobscurus
Agrilus viridiobscurus es una especie de insecto del género Agrilus, familia Buprestidae, orden Coleoptera.
Fue descrita científicamente por Saunders, 1873.